# Otto Wangemann
Otto Wangemann (* 9. Januar 1848 in Loitz; † 25. Februar 1914 in Charlottenburg) war ein deutscher Organist, Komponist, Musikwissenschaftler und Musikpädagoge.

## Leben

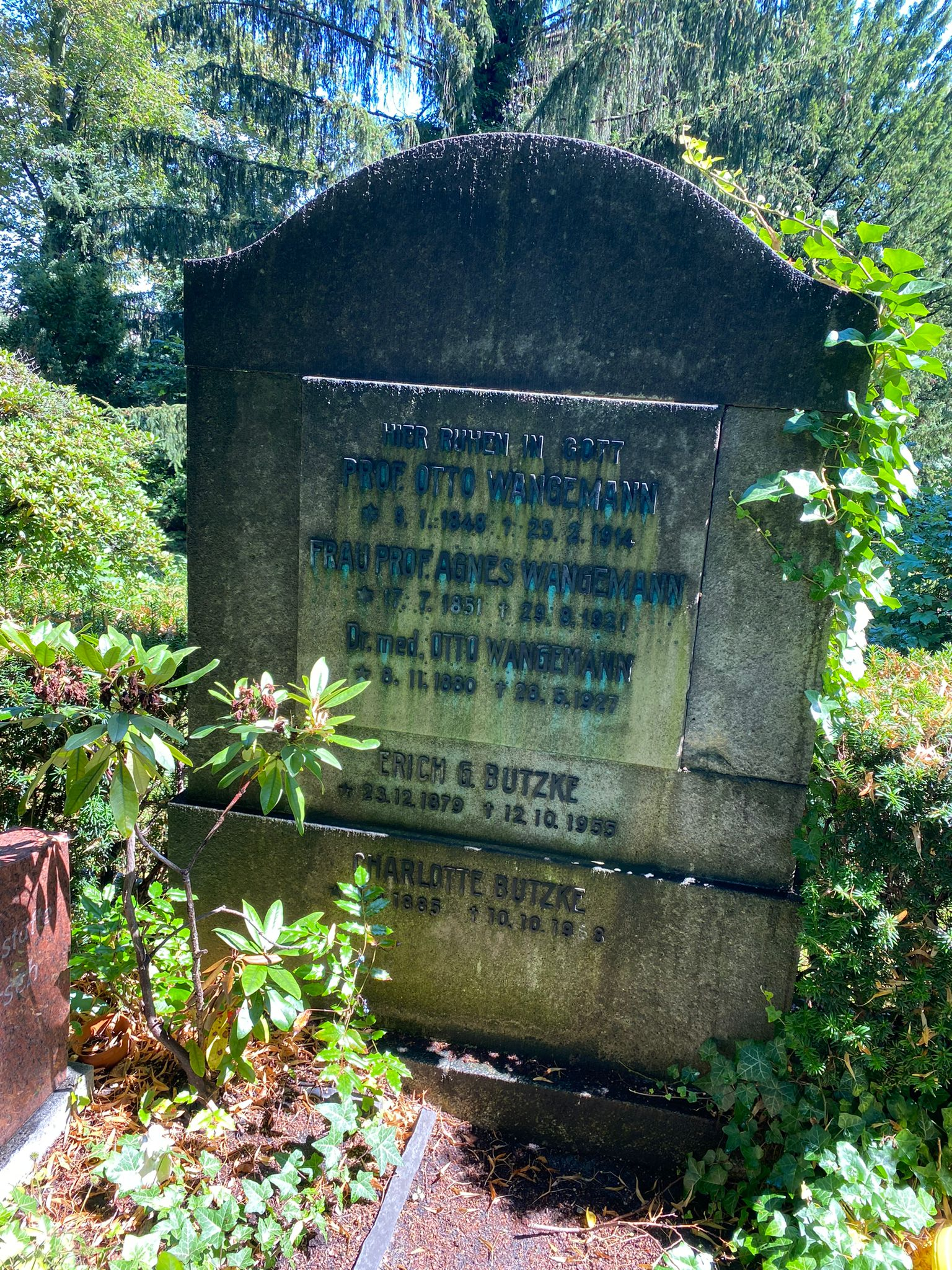
Grabstein auf dem Luisenfriedhof II

Otto Wangemann, Sohn eines Organisten, war Schüler der Kompositionslehrers Friedrich Kiel. 1871 arbeitete er als Organist und Gesangslehrer am Bugenhagenschen Gymnasium in Treptow. Ab 1878 war er als Kantor in Demmin an der St.-Bartholomaei-Kirche tätig. 1879 übernahm er die Redaktion der Zeitschrift „Der Organist“ und im folgenden Jahr die Leitung der Zeitschrift „Die Tonkunst“. 1884 wurde er Organist an der St.-Nikolai-Kirche in  Berlin-Spandau und 1886 an der Luisenkirche in Berlin-Charlottenburg. In Berlin war er als Gesangslehrer an mehreren höheren Bildungsanstalten tätig. 1894 erhielt er den Professorentitel. Nach seinem Tod wurde er auf dem Luisenfriedhof II in Charlottenburg beigesetzt.
Wangemann komponierte verschiedene Klavier- und Orgelstücke, Chöre und Lieder. Er wurde vor allem durch seine musikwissenschaftlichen Schriften bekannt.

## Schriften
- Geschichte der Orgel und der Orgelbaukunst von den ersten Anfängen bis zur Gegenwart. Demmin 1881 (Nachdruck Sändig Reprint 1999, ISBN 3253030377.)
- Geschichte des Oratoriums von den ersten Anfängen bis zur Gegenwart. 3. Auflage, A. Frantz, Leipzig 1882 (Nachdruck Sändig Reprint 1973, ISBN 3253026159.)
- Die Orgel, ihre Geschichte und ihr Bau. Mit authentischen Abbildungen und Original-Zeichnungen. Leipzig 1891.
- Grundriss der Musik-Geschichte, von den ersten Anfängen bis zur neuesten Zeit.

als Herausgeber
- Der Organist. Monatschrift für Orgelspiel. Peiser, Berlin 1880